# Nowata megye
Nowata megye az Amerikai Egyesült Államokban, azon belül Oklahoma államban található. Megyeszékhelye és legnagyobb városa Nowata. Lakosainak száma 9320 fő (2020. április 1.). Nowata megye Montgomery, Rogers, Labette, Craig és Washington megyékkel határos.

## Népesség
A megye népességének változása:
| Lakosok száma | 10 513 | 10 627 | 10 609 | 10 555 | 10 539 | 9320 |
|               | 2010   | 2011   | 2012   | 2013   | 2015   | 2020 |